# Igreja Matriz de Estoi
A Igreja Matriz de Estoi, também conhecida como Igreja de São Martinho de Estoi, é um edifício religioso situado em Estoi, na atual Freguesia de Conceição e Estoi do Município de Faro, no Distrito de Faro, em Portugal.

## História
A Igreja Matriz de Estoi foi formada a partir da Ermida de São Martinho, de origem medieval, que sofreu grandes obras de ampliação quando foi aqui instalada a sede da freguesia; segundo o formulário do Primeiro Renascimento, as obras encontravam-se praticamente concluídas em 1554. Após a sua modificação, este templo passou a contar com três naves e quatro tramos, sem um transepto, apresentando uma cobertura única em madeira para todas as naves, enquanto que a cabeceira ficou apenas composta pela ousia. A igreja foi danificada no Sismo de 1755, tendo sido reparada poucos anos depois. Porém, o edifício foi alvo de obras de reconstrução logo nos princípios do século XIX, por iniciativa de D. Francisco Gomes de Avelar, Bispo do Algarve, e com a orientação do arquitecto italiano Francisco Xavier Fabri. O novo edifício manteve os traços da antiga igreja na maior parte do edifício, tendo sido construída uma nova fachada, em estilo neoclássico.

## Descrição
Esta igreja encerra um púlpito em mármore da região, uma custódia em prata dourada do século XVII, e várias estátuas sacras dos séculos XVII a XIX. Anexa à igreja, encontra-se uma torre sineira.